# 飯塚啓
飯塚 啓（いいづか あきら、慶応4年6月16日（1868年8月4日） - 昭和13年（1938年）12月10日）は、日本の動物学者。元学習院大学教授。環虫類の世界的権威として知られた。『海産動物学』は、名テキストとして長く使用された。息子は地理学者の飯塚浩二。

## 経歴
1868年、上野国北群馬郡小野上村（現群馬県渋川市）に生まれる。第二高等中学校を経て、東京帝国大学卒業。1900年8月第六高等学校教授、翌月東京帝国大学助教授。1910年、学習院大学教授に就任。　1919年、エッセイ集「伊香保みやげ」の中で、榛名湖のシジミの減少を予言した。1930年に退職。1931年東京科学博物館動物学部部長。1938年12月10日死去。
2002年、鹿児島大学の佐藤正典が、1908年に飯塚が分類したゴカイが、実はアリアケカワゴカイなど3種を混同していたと発表した。

## 栄典
- 1912年（大正元年）12月18日 - 勲六等瑞宝章[2]
- 1930年（昭5年）3月31日 - 従三位[3]

## 主な著作
- 『植物学本義』大日本理科通信講習会（1900）
- 『植物學新論』博文館（1901）
- 『海産動物學」博文館（1907）
- 『海産動物學 増訂」博文館（1912）
- 『飯塚動物發生學』博文館（1931）

## 論文
- 国立情報学研究所収録論文 国立情報学研究所